# Nico Van Kerckhoven
Nicolas "Nico" Van Kerckhoven (født 14. december 1970 i Lier, Belgien) er en tidligere belgisk fodboldspiller (venstre back).
Van Kerckhoven spillede de første mange år af sin karriere hos Lierse SK i sin hjemby, hvor han var med til at vinde det belgiske mesterskab i 1997. Herefter rejste han til Tyskland, hvor han spillede seks år hos Schalke 04. Han var med Ruhr-mandskabet med til to gange at vinde DFB-Pokalen, og var i 2001 desuden kun få sekunder fra at sikre sig det tyske mesterskab. Efter et enkelt år hos Borussia Mönchengladbach spillede han de sidste år af sin karriere hos KVC Westerlo i hjemlandet.
Van Kerckhoven spillede desuden 42 kampe for det belgiske landshold, hvori han scorede tre mål. Han var en del af det belgiske hold ved både VM i 1998 og VM i 2002. Han deltog også ved EM i 2000 på hjemmebane.